# こまっちゃうナ
「こまっちゃうナ」（こまっちゃうな）は、日本の歌手、山本リンダの楽曲で、デビュー・シングルである。1966年9月20日に発売された。発売元はミノルフォン（現・徳間ジャパンコミュニケーションズ）、規格品番：KA-80。タイトルの正確な表記では「ナ」は小書きである（「こまっちゃうナ」）。

## 解説
累計売上は70万枚を突破、または100万枚。
翌1967年発売のアルバム『こまっちゃうナ リンダのヒット・メロディー』（ミノルフォン／規格品番：KC-4）に収録されている。同年の『第18回NHK紅白歌合戦』で紅白初出場を果たし、同曲を歌唱した。当時は舌っ足らずな口調を売りにした、いわゆる「可愛い子ちゃん歌手」であった。
作曲家の遠藤実の名を冠した「ミノルフォンレコード」が発足するも、作曲家の遠藤実は会社経営のノウハウも知らぬままだったため、ヒット曲が出なくなり、また看板歌手が一人もいなかったため、毎日「困った」が続いていた。
作詞・作曲・編曲をした遠藤実が最初に山本に会った際、「君はボーイフレンドはいるの？」と質問したところ、「そんなのリンダ、困っちゃうな」と返答したのがヒントになったという。その「こまっちゃうナ」は当時の遠藤実の心境そのものでもあった。
1965年の設立以来、なかなかヒットの生まれなかったミノルフォンにとっては三船和子の「他人船」（1965年発売）に続くヒット曲で、設立2年目にして初めての大ヒット曲でもある。『第18回NHK紅白歌合戦』で山本はピンクのミニスカート姿で本作を歌唱した。演歌の作曲家の遠藤実があんなモダンな曲がかけるはずがない、会社の営業不振で無名のポップス系作曲家に書かせ、遠藤が買い取ったのでないかといううわさもあったという。
2018年と2019年に放送された立石晴香出演の日本デルモンテ「デルモンテ リコピンリッチ」CMで、チャラン・ポ・ランタンが「こまっちゃうナ」の替え歌を歌った。
2023年には、遠藤実歌謡音楽振興財団の新レーベル「Minoru Endo Music Foundation」の第1弾として、音莉飴がエレクトリックなリミックス曲に仕上げた「こまっちゃうナ2023」を配信リリースした。

## 収録曲
- 全作詞・作曲・編曲：遠藤実

1. こまっちゃうナ（3分00秒）
2. 海と山の歌（2分24秒）

## カバー
- MATZ & Ninni（芦田菜名子） feat. 金子みゆ「こまっちゃうな」（2024年8月21日、STARBASE Records）